# ایمیدازوکینولین

ایمیدازوکینولین، و محل‌هایی از ساختمان آن که می‌توان با دستکاری و تغییر در آنها، مشتقاتش را تولید کرد.

ایمیدازوکینولین (انگلیسی: Imidazoquinoline) یک ترکیب آلی سه‌حلقه‌ای است که مشتقات آن، به‌عنوانِ داروهای ضد ویروس و کرم‌های ضد آلرژی استفاده می‌شود.

## مشتقات
- داکتولیسیب
- ایمی‌کیمود
- گاردی‌کیمود
- رسی‌کیمود
- سومانیرول